# El tocador de llaüt
El tocador de llaüt és un quadre pintat per Caravaggio l'any 1595-1596 i que actualment s'exposa al Museu de l'Ermitage de Sant Petersburg.
Caravaggio pinta aquesta obra com un homenatge a De la Forest, el seu protector i gran afeccionat de la música. Es pot afirmar que el jove model és gairebé el mateix que apareix com a figura central en Els músics. L'estudi de la partitura ha arribat a afirmar que la melodia tocada pel jove és obra de Jacques Arcadelt, francès amic de De la Forest. En principi, es va pensar que el quadre representava a una jove dama, però l'evolució de l'estudi pictòric afirma que es tracta d'un noi amb evidents trets andrògens. Així, Caravaggio assoleix un dels seus quadres més bells, on la música és representada amb un ideal de perfecció, per un model d'ambdós sexes.